# Idaea gravipes
Idaea gravipes är en fjärilsart som beskrevs av W. Warren 1907. Idaea gravipes ingår i släktet Idaea och familjen mätare. Inga underarter finns listade i Catalogue of Life.